# Rima Louville
La Rima Louville è una struttura geologica della superficie della Luna.